# Ligidium rishikondensis
Ligidium rishikondensis är en kräftdjursart som först beskrevs av Kumari, Hanumantha-Rao och Shyamasundari 1989.  Ligidium rishikondensis ingår i släktet Ligidium och familjen gisselgråsuggor. Inga underarter finns listade i Catalogue of Life.